# 德國LGBT權益
德國對女同性戀、男同性戀、雙性戀與跨性別者權益的保障是歐洲各國相當完善的一個國家，最早在1898年，德國政界便已有廢除《刑事法第175條》的呼聲，該法將男同性戀者的同性性行為視為刑事罪行，並加以懲罰。1929年，德國國會委員會通過廢除刑事法第175條，但由於納粹黨的崛起及掌權，戰後保守派及宗教團體等阻撓，該法最終遲至1994年德國統一后才被完全廢除，但同性之間仍不能結婚；直到2017年，德國聯邦議院通過婚姻平權法案，德國的同性伴侶才擁有婚姻權利。

## 同性性行為相關法律歷程
西歐國家將同性性行為冠以「性悖軌罪」加以迫害的歷史可追溯至中世紀。529年，查士丁尼在編纂《查士丁尼法典》時，規定凡進行同性性行為者將被處以宮刑，無論主動方或被動方皆然。《查士丁尼法典》因此成為日後歐洲各國制定法律時的基礎，絕大多數的歐洲國家在將近1400年的時間中視同性戀者有「雞姦罪」，可被判處死刑。
| 年份     | 成人 | 18歲以下少年 |
| -------- | ---- | ------------ |
| 1933年： | 853  | 104          |
| 1934年： | 948  | 121          |
| 1935年： | 2106 | 257          |
| 1936年： | 5320 | 481          |
| 1937年： | 8271 | 973          |
| 1938年： | 8562 | 974          |
| 1939年： | 8274 | 689          |
| 1940年： | 3773 | 427          |
| 1941年： | 3739 | 687          |

1871年，德意志帝國在威廉一世的加冕典禮上成立。隔年1月1日，原北德意志邦聯刑事法成為德意志帝國刑法，該法的第175條保留原普魯士王國對同性性行為的刑事懲罰，將同性性行為視為「不正常的通姦，指男同性或人獸之間的性行為，可判監禁，甚至剝奪公民權利」，為「雞姦罪」提供法源依據。
納粹黨政權上台後重新修訂《刑事法第175條》，將進行同性性行為者的最高刑責由有期徒刑6個月延長至5年，1925年通過的175a條最高刑責更長達10年。在修法後，因175條被定罪的人數暴漲10倍，每年平均有8,000人因此入獄。1930年代，納粹集中營成立後更將同性戀者列入應被收容的對象，不少同性戀者在戰爭期間被迫害。男同性戀者被配以「粉红三角形」，女同性戀者則被視為反社會份子，被配以黑色三角形。
第二次世界大戰後，除了同性戀者以外，原納粹集中營裡的囚犯都被盟軍釋放。這些同性戀囚犯並沒有在戰後立即受到平反，而是繼續依違反第175條的罪名服刑。直到1950年代末，第175條才逐步被廢止。
1957年，東柏林上訴法院裁定根據175條執行的刑罰都需被中止，形同廢除該法。儘管第175條在1957年就被廢止，但東德社會並未因此更能接納同性恋族群。歷史學家海蒂·敏寧（Heidi Minning）在著作中指出當時的同性恋仍受東德政府和執政德國統一社會黨打壓：
|             | 警方多次以武力打壓同性戀者的活動，審查並阻止同性戀刊物或媒體出版營運，連相關資料或材料都被禁止進口。 |
| ——海蒂·敏寧 | |

在此背景下，1980年代的新教教會給予同性恋群体等邊緣團體的支援一度比政府給予的還多。1987年，東德最高法院推翻一項根據刑法第151条所做的判決，理由是“同性恋如异性恋一样，是性行为的一种。同性恋者因此并不站于社会主义社会之外，他们的公民权利和其他所有居民一样受到保障”。1988年，人民议会在刑法的第五次修订中根据最高法院的这一裁决废除了第151条。1989年5月30日，法案正式生效，这一裁决消除了东德刑法中所有针对同性恋的条文。
而在西德方面，由於境內保守派和宗教力量猶大，社會風氣相對保守，例如西德直到1986年才有第一部有同性恋親吻鏡頭的電視節目。雖然西德在1969年曾對第175條的適用範圍限縮，但實際廢止卻得等到兩德統一後的1994年，德國聯邦議院將第175條從刑法中完全廢除，並以《刑事法第176條》平等所有性傾向的同意年齡（16歲）。
2002年5月17日，德國聯邦議院通過《廢除國家社會主義法案》（Act of Abolition of National Socialism / NS-Aufhebungsgesetzes），該法撤銷所有在納粹政權統治時期被判刑的同性戀者和德意志國防軍逃兵的罪名，但未同時平反1945年後的第175條受刑人罪名。

## 同性伴侶關係
德國自2001年起給予同性伴侶民事結合權利，讓他們和異性戀夫婦一樣，擁有繼承、贍養、醫療保險和移民等權利。2004年，德國修法通過讓同性伴侶擁有收養權，讓他們可以領養繼子女，並簡化原本關於財產分配的繁瑣程序規定。同年，德國綠黨和德國社會民主黨提出同性婚姻法案，使同志伴侶可以在稅收等方面擁有和異性戀夫婦相同的權利。
2006年12月，一項由歐洲安格斯列特全球觀察進行的歐盟國家民意調查結果顯示，德國民眾對同性婚姻的支持率排名歐盟諸國第7（52%），高於歐盟國家平均的44%。若和鄰國一起調查，和捷克一起的支持率是52%，和奧地利則只有49%。因此對德國政府來說，同性婚姻議題仍需謹慎考量，因為支持率仍在過半邊緣上下。
歐洲法院法官在2008年裁定同志伴侶在另一半過世時，擁有領取寡居養老金的權利，否則為歧視。
2017年6月30日，德國聯邦議院以393票同意、226票反對、4票棄權通過同性婚姻法案，並賦予同性伴侶領養小孩的權利。

## 兵役
德軍目前不禁止同性戀者從軍。
2000年以前，德軍以「玻璃天花板」政策阻止同性戀者成為軍官，這個政策在2000年引起訴訟。一名因性傾向遭降職的軍官控告前德國國防部長魯道夫·沙爾平，後者一度聲稱同性戀者足以令人「嚴重懷疑其適宜性，應排除其於軍中獲得督導職位」但在案件開始審理後，德國國防部態度丕變，取消原本的歧視政策。德國政府雖否認介入，但輿論認為沙爾平是受到支持同性戀權利的德國前正副總理格哈特·施羅德和約施卡·菲舍爾的施壓才轉變態度。如今對性傾向包容是德軍軍官的責任之一，除非發生性侵犯、性虐待或性交易等違法事件，士兵之間的性關係只要是發生在執勤時間外，都不應受到干涉。

## 歧視與仇恨罪保護
作為《阿姆斯特丹條約》的簽署國之一，德國透過修法廢除所有歧視法令，包含對性傾向的歧視在內。條約簽署後6年間，德國政壇為了新法的適用範圍爭論不休，還就某些超過條約範圍的提案進行辯論。然而，法案的最終版本還是被認為沒有完全彰顯條約精神，例如終止勞工的聘僱契約需由勞工法庭裁決等。聯邦議會最後在2006年6月29日通過《平等待遇法》，7月7日在未經討論下投票，8月18日法案正式生效，條文包含禁止就業歧視等內容。
目前在德國，對性傾向的就業歧視為非法。德國的某些州也通過自己的相關州法，布蘭登堡1992年、圖林根州1993年、柏林1995年與薩克森-安哈特1997年。德國是全世界第一個將性別認同以法律保障的國家。

## 政黨立場
德國的主要政黨中，基督教民主聯盟及基督教社會聯盟（基督教民主聯盟）仍堅持反對同性婚姻的立場，但也反對在就業等基於性傾向的歧視，直至2017年6月，在基民黨領袖梅克爾公開呼良知投票後，國會終於通過同性婚姻法案；德國自由民主黨則支持同志平權，其前黨魁兼德國副總理基多·威斯特威勒就是一位男同性戀者。
除了自民黨外，社民黨、綠黨等左翼政黨也對同志平權持支持立場。但自由民主黨和社會民主黨過去多年與基督教民主聯盟組建聯合政府時，並從不曾就此議題作為組建聯合政府的條件。

## 同性戀政治人物
截至2009年10月，德國一共有4位已出櫃的同志政治人物：前柏林市長克勞斯·沃維雷特、綠黨國會議員伏爾克·貝克（Volker Beck）與前副總理基多·威斯特威勒。2007年，黑森州教育部長卡琳·沃爾夫（Karin Wolff）也以女同性戀者的身份出櫃。

## 概況
| 同性性行為合法化             | （自1968年（東德）、1969年（西德））                                                           |
| 同意年齡平等化               | （自1987年（東德）、1989年（西德））                                                           |
| 反歧視保護                   | （2006年就業保護）                                                                             |
| 同性婚姻                     | （自2017年）                                                                                   |
| 承認同性伴侶關係             | （自2001年）                                                                                   |
| 領養繼子女                   | （自2004年）                                                                                   |
| 同性領養                     | （自2017年）                                                                                   |
| 同性戀者得合法公開在軍隊服務 | （自2000年）                                                                                   |
| 變更法律性別權利             | Yes                                                                                            |
| 允許男男性接觸者（MSM）捐血  | （自2017年以來合法，並且從2023年4月1日起，新的「基於個人風險的評估」捐血政策在德國各地生效。） |